# Кат-балка

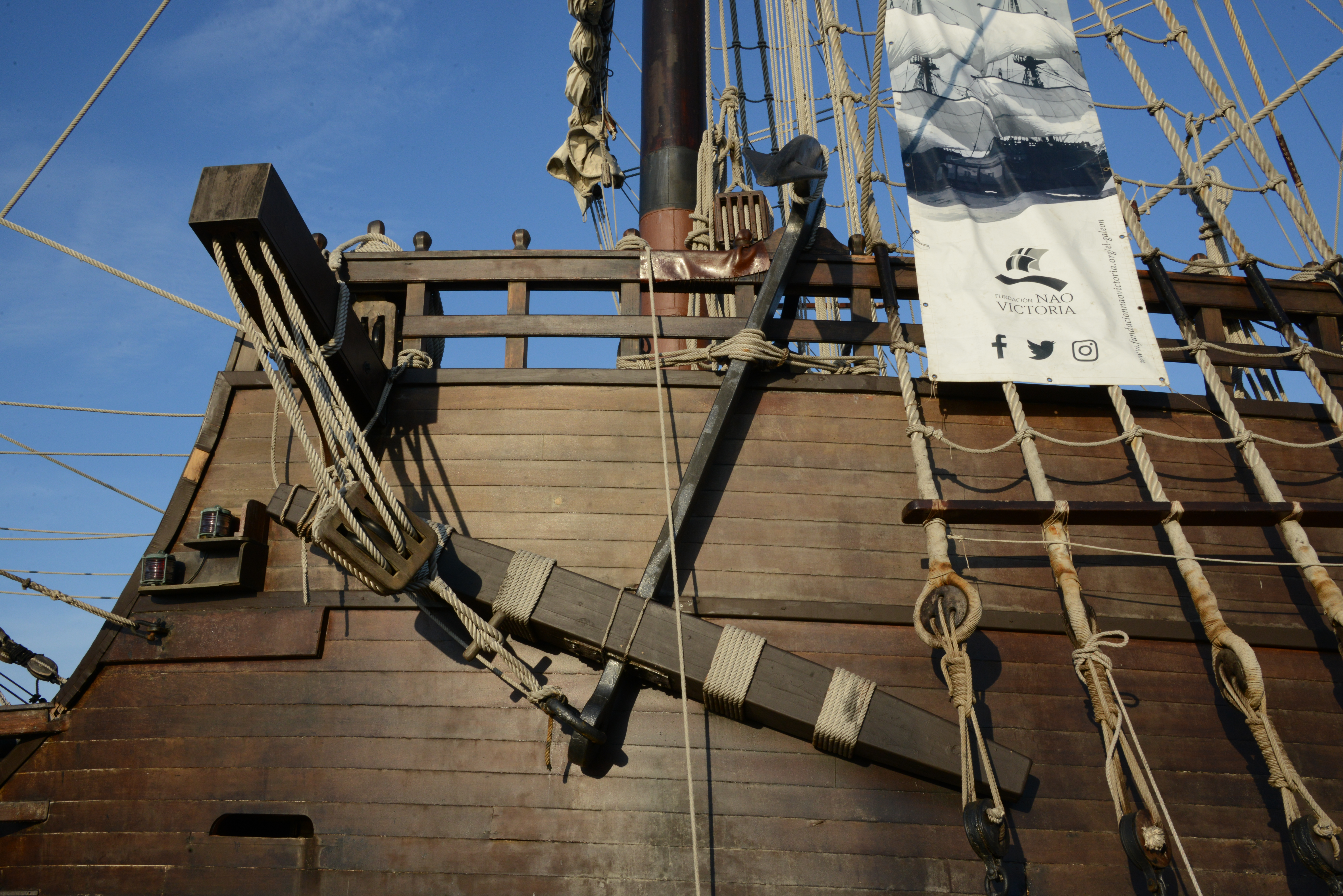
Кат-балка корабля «Галеон Андалусія» з кат-талями

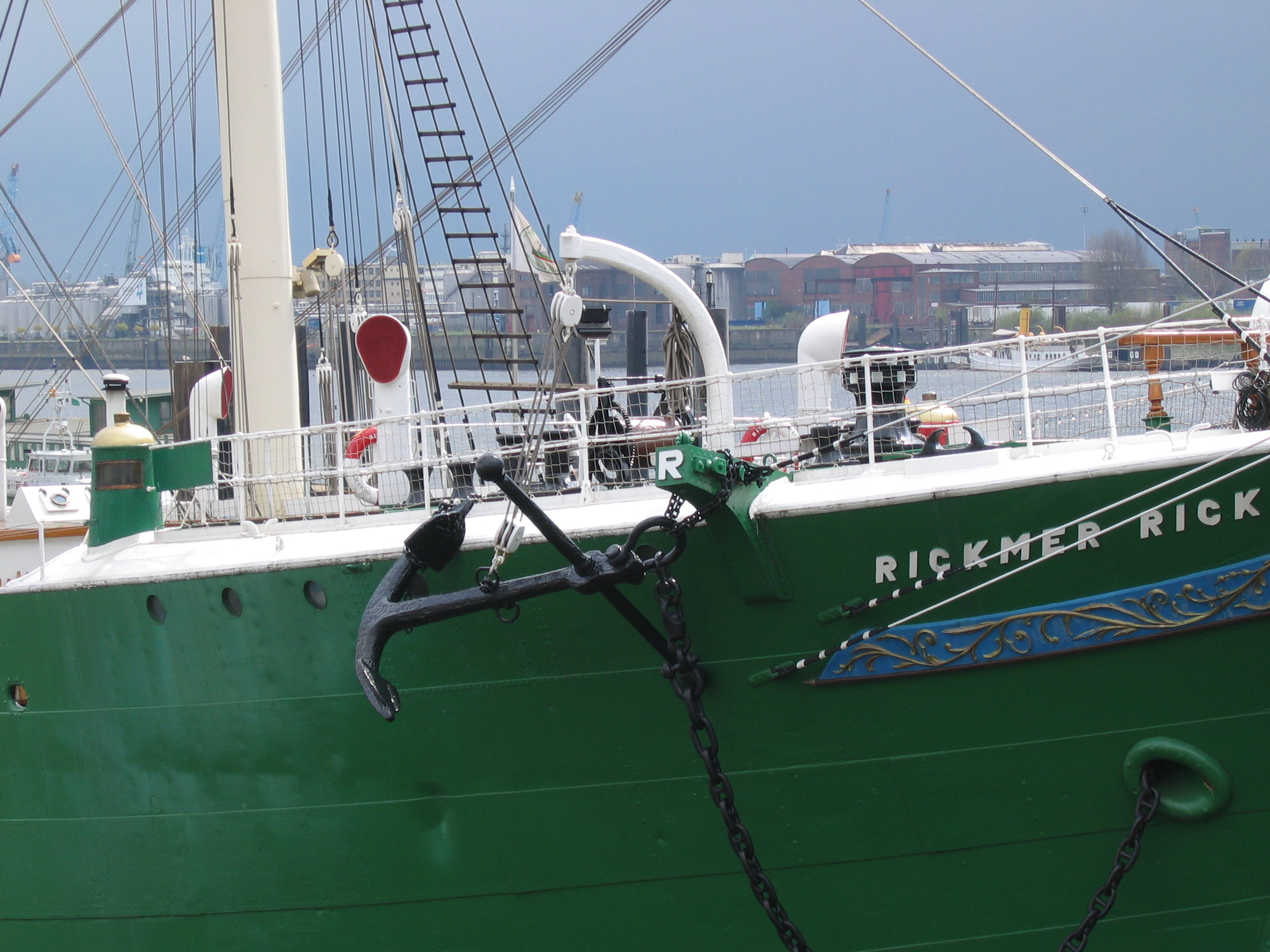
Кран-балка на кораблі-музеї Rickmer Rickmers у Гамбурзі

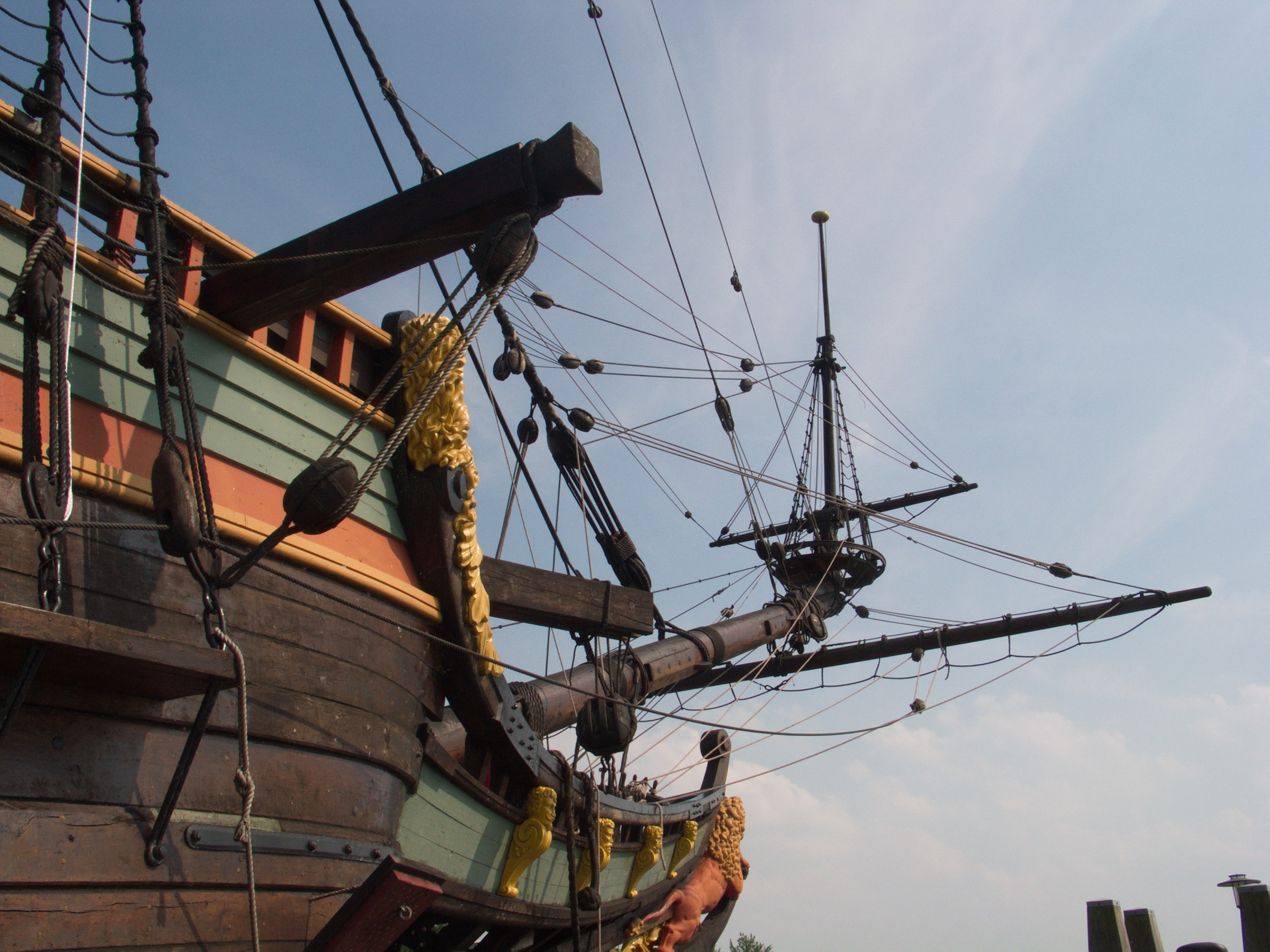
Кат-балка (на задньому плані) і фіш-балка галеона «Батавія»

Кат-балка (від нід. kat або англ. cat — «кішка», «вид якоря»), також кра́мбол (від нід. kraanbalk — «кран-балка») — поворотна балка (первісно — важкий дерев'яний брус), що слугує для підняття якоря від клюза до верхньої палуби. Необхідність у цій операції продиктована тим, що штоковий якір не може увійти у клюз, тому вимагає надійної фіксації зовні борту.
Підйом здійснюється за допомогою ката — сталевого горденя зі шкентелем (кат-шкентелем) і гаком (кат-гаком), закладеним за скобу якоря, і кат-талів. Кат-гак заводять у скобу за допомогою снасті — кат-штерта. Підйом якоря до кат-балки називається «взяттям на кат», закладання кат-гака в скобу якоря — «закладанням ката».
Окрім кат-балок, на старовинних кораблях застосовувалися встановлені біля них дещо позаду фіш-балки (англ. fish davit, від fishing — «вивудження»), архаїчніша назва — пентер-балки, що служили для прибирання якорів по-похідному. На відміну від постійно закріплених кат-балок, фіш-балка була знімною і встановлювалася тільки на час підняття якоря. Довжина фіш-балки становила приблизно в ширину бака, кріпилася вона в залізній обоймі. На неї заводили фіш (пентер) — особливу снасть, що слугувала для підтягання якоря за роги в горизонтальне положення. Вона складається з пентер-гака (гакоблок називався пентер-блоком), фіш-шкентеля і фіш-талів: пентер-гак (однорогий або дворогий) за допомогою 1-2 фіш-штертів чіпляють за роги якоря, фіш-шкентель проходить через шків у фіш-балці і кріпиться до фіш-талів. Якір підтягується фіш-талями в горизонтальне положення і кріпиться за роги або тренд тросом чи ланцюгом (рустовом): це називається «взяти на рустов». Для того, щоб гаки кат- або фіш-талів можна було закласти за скобу (роги) якоря, їх блоки розносили на потрібну відстань: це називалося «розкочати кат (фіш)».
З кінця XIX століття замість кат-балок і фіш-балок частіше використовується одна встановлена на носі кран-балка, за допомогою якою здійснюють і підйом якоря до борту, і підтягання його лап у горизонтальне положення. У разі використовування на суднах безштокових якорів вони підтягаються прямо до клюзів і частково входять у них веретеном.